# Brancatherulum tendagurense
Brancatherulum tendagurense és una espècie de mamífer prehistòric que visqué durant el Juràssic superior (Kimmeridgià - Titonià) en allò que avui en dia és Tanzània. Se n'ha trobat un únic os dental mancat de dents, que fou descobert a la formació de Tendaguru.